# Oxyopes caporiaccoi
Oxyopes caporiaccoi är en spindelart som beskrevs av Roewer 1951. Oxyopes caporiaccoi ingår i släktet Oxyopes och familjen lospindlar.
Artens utbredningsområde är Etiopien. Inga underarter finns listade i Catalogue of Life.